# Tandonia dargentiana
Tandonia dargentiana är en svampart som beskrevs av M.D. Mehrotra 1991. Tandonia dargentiana ingår i släktet Tandonia, divisionen sporsäcksvampar och riket svampar.   Inga underarter finns listade i Catalogue of Life.